# Grande smog
Il grande smog è stata una catastrofe ambientale che colpì Londra nel dicembre 1952, quando una coltre di smog densa e maleodorante avvolse la capitale inglese per alcuni giorni: il numero di vittime, inizialmente stimato in circa 4 000 persone, fu successivamente accertato essere superiore a 12 000 cui aggiungere 100 000 malati in condizioni gravi.
Oltre a costituire il peggior caso d'inquinamento atmosferico nella storia del Regno Unito, l'evento rappresentò uno tra i più importanti episodi di impatto scientifico e sulla relativa regolamentazione governativa.

## Le origini
Per tutto il XIX e l'inizio del XX secolo Londra fu famosa per le fitte nebbie che spesso scendevano sulla città. Queste non erano tanto un effetto atmosferico, quanto la conseguenza di un inquinamento derivante da un'urbanizzazione vasta e molto densa. Le emissioni incontrollate delle fabbriche si mescolarono nell'aria con il fumo di mezzo milione di fuochi domestici; tutto ciò finì per causare un fenomeno per il quale fu coniato un nuovo termine: smog.
Le cause del Grande smog vanno ricercate in un brusco aumento del livello d'inquinamento verificatosi nei giorni precedenti, a cui seguì un innalzamento smisurato del tasso di mortalità e di morbilità. Tra il 3 e il 4 dicembre 1952 l'anticiclone delle Azzorre, per alcune coincidenze meteorologiche, spostò la propria zona di influenza sull'Atlantico settentrionale, provocando un'inversione termica su Londra. Tutto ciò produsse un denso strato d'aria fredda e stagnante che rimase intrappolato sotto uno strato d'aria più calda, causando la totale assenza di ventilazione e ricambio d'aria. Quando l'aria umida entrò in contatto con il terreno, si raffreddò fino a raggiungere il punto di rugiada formando condensa. L'inversione termica spinse l'aria satura verso l'alto, provocando la formazione di uno strato di nebbia, che si estendeva dai 100 ai 200 metri, contenente oltre le gocce d'acqua anche il fumo proveniente da innumerevoli camini delle case.
Il fenomeno fu amplificato dalle rigide temperature di quel periodo, che costrinsero gli abitanti ad aumentare il consumo di carbone per il riscaldamento domestico. L'unico carbone disponibile per il consumo era di bassissima qualità (quello più pregiato, economicamente più remunerativo, veniva esportato) e ad alto contenuto di zolfo che fece aumentare la quantità di anidride solforosa nei fumi. Ad esso si aggiunse l'inquinamento derivante dagli scarichi dei veicoli e quello prodotto dalle ciminiere industriali.
La concentrazione di fumi di combustione, e la presenza di particelle nero catramose di fuliggine conferirono allo smog il suo colore giallo-verdastro che ha dato il suo nome "zuppa di piselli". La mancata conoscenza dei problemi ambientali a quell'epoca, fu fattore determinante per il consumarsi della tragedia.
Nei quattro giorni sopra detti furono rilasciate nell'atmosfera enormi quantità delle seguenti sostanze impure:
- 1 000 tonnellate di particelle di fumo
- 140 tonnellate di acido cloridrico
- 14 tonnellate di composti di fluoro
- 370 tonnellate di anidride solforosa convertite in 800 tonnellate di acido solforico

## Le conseguenze
La nebbia fu così spessa che la circolazione divenne difficoltosa o addirittura impossibile; la gente camminava appoggiandosi ai muri e le autorità raccomandarono di tenere a casa i bambini per il rischio che potessero perdersi. Lo smog denso entrò perfino dentro gli edifici: scuole, concerti, rappresentazioni teatrali e proiezioni cinematografiche furono sospese poiché la scena o lo schermo non erano visibili al pubblico; la maggior parte dei trasporti pubblici non furono in grado di operare in quelle condizioni e l'esterno degli edifici di tutta la città fu contaminato da particolato carbonioso. Persino i bovini allo Smithfield Market morirono di asfissia, mentre quelli ancora in vita furono dotati di maschere antigas per prevenire ulteriori perdite.
I servizi medici compilarono statistiche secondo le quali, nella prima settimana, ci furono 4 000 decessi dovuti a infezioni dell'apparato respiratorio, ipossia dovuta all'ostruzione del passaggio di aria nei polmoni a causa di insufficienza respiratoria, bronchite acuta e polmonite ed infezioni respiratorie con catarro purulento.I ricoveri ospedalieri, le segnalazioni, le richieste di assistenza fecero seguito all'aggravarsi dell'inquinamento atmosferico che portò ad un elevato tasso di mortalità, soprattutto di anziani e bambini.

### Bilancio vittime
Il livello di mortalità nelle settimane e nei mesi successivi all'episodio fu superiore a quello normale: si registrarono circa 4 500 decessi in più durante la prima settimana dopo l'episodio. I tassi di mortalità furono superiori all'80% rispetto all'anno precedente per il dicembre del 1952 e furono rispettivamente del 50 e del 40% più alti, per gennaio e febbraio del 1953. Dal dicembre 1952 al marzo 1953, ci furono oltre 13 500 morti in più rispetto al normale.
Nel 1954 il Ministero della Salute britannico in un primo rapporto governativo avanzò l'ipotesi che responsabile dell'alta mortalità, nei mesi successivi all'episodio, fosse stata l'influenza. Tale ipotesi fu ritenuta improbabile perché le stime sul numero di decessi per influenza - calcolate seguendo diversi criteri sia utilizzando le osservazioni della medicina generale nell'area di Londra e analizzando lo studio sui vaccini condotto all'epoca - indicavano che solo una frazione dei decessi registrati nei mesi successivi allo smog poteva essere attribuita all'influenza. Un'analisi più approfondita rivelò che solo un'epidemia estremamente estensiva poteva spiegare un numero così ampio di vittime: si capì allora che i decessi causati da inquinamento atmosferico erano più di quanto si credesse inizialmente.

## Clean Air Act
Nonostante le resistenze iniziali del governo, allora presieduto da Winston Churchill, negli anni successivi venne preparata una legge per ridurre le emissioni. Il Clean Air Act (Decreto Aria Pulita) fu un atto promulgato dal Parlamento del Regno Unito e approvato dalla regina Elisabetta II il 5 luglio 1956. Il decreto fu in vigore fino al 1964 e servì ad evitare che si ripetesse un'altra crisi ambientale come quella del 1952.
Trattandosi di uno dei primi atti legislativi riguardanti il problema dell'inquinamento dell'aria, l'introduzione di questo provvedimento è, ancora oggi, considerata pietra miliare della storia del movimento ecologista nel Novecento.
Tra i suoi maggiori sostenitori, Gerald Nabarro, deputato conservatore, propose diverse misure atte a ridurre le emissioni inquinanti derivanti dagli impianti di riscaldamento e di produzione di elettricità, come l'istituzione di "aree di controllo del fumo" ovvero zone in cui era vietata la combustione di sostanze producenti polveri sottili, favorendo così il consumo di altre fonti di calore più pulite e riducendo la quantità di anidride solforosa nell'aria. La legge includeva anche il decentramento delle fabbriche al di fuori dei centri urbani.
Per migliorare la qualità dell'aria e ridurre gli inquinanti atmosferici, la maggior parte delle case di Londra passò al gas naturale e ad altri combustibili a basse emissioni. Questa legge costrinse settori industriali, residenziali e commerciali a migliorare il modo con cui consumavano energia, sostituendo il carbone a combustibili più puliti e a minor consumo di carburante.
Al Clean Air Act del 1956 ne seguì un altro nel 1968 che ampliò e migliorò il primo in seguito ad altri nuovi episodi di nebbie di smog a Londra tra la fine degli anni Cinquanta e l’inizio degli anni Sessanta. Successivamente entrambi gli atti furono consolidati e combinati nel 1993 costituendo un precedente per la legislazione ambientale di tutto il mondo. L'obiettivo del Clean Air Act del 1993 fu quindi quello di controllare le emissioni di fumo, polvere e sabbia nell'atmosfera.

## La causa
Nel 2016 un gruppo di ricercatori internazionali, guidato da Renyi Zhang, professore di scienze atmosferiche della Texas A&M University, pubblicò uno studio in cui venne spiegato il processo chimico attraverso cui le sostanze inquinanti si trasformarono in una nebbia densa e maleodorante che fu letale per migliaia di esseri umani.
Una delle caratteristiche principali di quella catastrofe ambientale fu l'alta concentrazione di anidride solforosa/biossido di zolfo nella nebbia. I ricercatori hanno infatti dimostrato come a causa dell'interazione chimica tra il biossido di zolfo e il biossido di azoto, il biossido di zolfo si sia legato alle gocce d'acqua che compongono la nebbia; i risultati dello studio mostrarono come il processo di formazione di particelle di acido solforico derivanti dal biossido di zolfo sia stato facilitato dal biossido di azoto che, diluendosi nelle particelle d'acqua, si diffuse nella città intossicando la popolazione.
Il drammatico dato emerso da questo studio è che, sotto determinate condizioni atmosferiche, un evento simile al Grande smog di Londra ha forti probabilità di ripresentarsi, soprattutto nelle metropoli o negli agglomerati urbani già molto inquinati.

## Nei media
Questo evento è alla base del quarto episodio della prima stagione della serie The crown.